# Iulian Filipescu
Iulian Sebastian Filipescu est un footballeur roumain né le 29 mars 1974 à Slatina. 

## Biographie
Il débute en Divizia A avec le Steaua Bucarest en 1993. Après cinq titres avec le Steaua et deux avec Galatasaray SK en Turquie, il rejoint alors le Betis Séville en Espagne, et joue durant quatre saisons et demie avant de joindre le FC Zurich en Super League suisse.
Filipescu fait ses débuts en équipe nationale roumaine en 1996 contre la Yougoslavie, et a représenté son pays à la coupe du monde 1998, l'euro 1996 et l'euro 2000. Il a joué sa dernière rencontre internationale en 2003, et a obtenu 52 matchs et 1 but au total. 
Pendant sa saison en Suisse, le FC Bâle 1893 devançait le FC Zurich de trois points. Le dernier match de la saison était entre Bâle et Zurich. Si Bâle gagne, le titre serait à eux. Si Zurich gagne, le titre serait à eux bien qu'ils aient les mêmes points avec Bâle. Dans le jeu, Bâle gagne le titre, à la 31e minute, Alhassane Keita marqua et donne l'avantage à Zurich. À la 73e minute, Mladen Petric marque pour le 1-1. À la 93e minute, Iulian Filipescu marque le dernier but de la partie dont le score final fut 2-1. Le FC Zurich gagna alors le championnat. Filipescu fut élu « Homme du match » pour avoir marqué le but de la victoire.

## Palmarès

### En club

#### Avec le Steaua Bucarest
- Champion de Roumanie : 1993, 1994, 1995, 1996
- Vainqueur de la Coupe de Roumanie : 1992, 1996
- Vainqueur de la Supercoupe de Roumanie : 1994, 1995

#### Avec le Galatasaray
- Champion de Turquie : 1997, 1998, 1999
- Vainqueur de la Coupe de Turquie : 1999
- Vainqueur de la Supercoupe de Turquie : 1997

#### Avec le FC Zurich
- Champion de Suisse : 2006
- Vainqueur de la Coupe de Suisse : 2005